# Les Bourses ou la Vie
Pour plus de détails, voir Fiche technique et Distribution.
Eierdiebe (titre français : Les Bourses ou la Vie, litt. Les Voleurs d'œufs) est un film allemand réalisé par Robert Schwentke, sorti en 2003.

## Synopsis
On diagnostique chez Martin, un fils issu d'une bonne famille, un cancer du testicule. La maladie le menace de se débarrasser de sa vie passée et ordonnée. Comme il ne veut pas risquer sa fonction érectile, il commence une chimiothérapie de trois mois. Il développe une amitié toujours plus forte entre lui et ses compagnons de chambre Nickel et Harry, également des patients atteints de cancer, ainsi que Susanne, une autre cancéreuse.
À la suite d'un pari, les quatre décident de récupérer les testicules de Martins, puisqu'il en a toujours la propriété. Après qu'ils les ont volés et enterrés devant l'hôpital, Nickel s'effondre et meurt un peu plus tard. L'état de Susanne se détériore rapidement et elle finit par mourir dans l'unité de soins intensifs. Seuls Martin et Harry survivent pour le moment à leur cancer.

## Fiche technique
- Titre français : Les Bourses ou la Vie
- Titre original : Eierdiebe
- Réalisation : Robert Schwentke
- Scénario : Robert Schwentke
- Musique : Martin Todsharow assisté de Mirko Borscht (de) et de Jasmin Köhler
- Direction artistique : Patrick Steve Müller
- Costumes : Anja Niehaus
- Photographie : Florian Ballhaus (de)
- Son : Bernd von Bassewitz
- Montage : Hans Funck
- Production : Oliver Huzly
- Société de production : Moneypenny Filmproduktion GmbH, Odeon Film (de)
- Société de distribution : Tobis Film (de)
- Pays d'origine :  Allemagne
- Langue : allemand
- Format : Couleur - 2,35:1 - Dolby - 35 mm
- Genre : Comédie dramatique
- Durée : 87 minutes
- Dates de sortie :
  - Allemagne : 16 février 2003 (Présentation à la Berlinale) - 22 janvier 2004 (sortie en salles)
  - France : 18 mars 2005 : diffusion sur Arte[1]

## Distribution
- Wotan Wilke Möhring : Martin Schwarz
- Janek Rieke (de) : Nickel
- Antoine Monot Jr. : Harry
- Julia Hummer : Susanne
- Alexander Beyer : Roman Schwarz
- Marie Gruber : Gabriele Schwarz
- Thomas Thieme (de) : Hans Schwarz
- Doris Schretzmayer (de) : Sœur Elke
- Fatih Çevikkollu (de) : L'infirmier
- Götz Schubert : Dr. Bofinger
- Leander Haußmann : Winnie